# Los Jocker's
Los Jocker's fue una banda precursora del rock chileno formada en 1964. Con influencias del rock británico de bandas como Rolling Stones y Yardbirds; irrumpieron en el panorama musical de la época dominada la Nueva ola. Se diferenciaron rápidamente por su imagen de pelo largo y ropajes sicodélicos poco comunes para el Chile de esos años, siendo uno de los receptores de la invasión británica que reinaba en el resto del mundo.

## Historia
Formados primero con el nombre de "The Tigers", el grupo se inspiró en lo que veían en revistas y discos importados desde Inglaterra, sintiendo inmediata atracción por los Beatles, The Shadows y Yardbirds, y con ello al movimiento Mod, muy popular entre los jóvenes británicos de aquellos años. Sus primeros instrumentos fueron hechos por ellos mismos de manera rudimentaria. Aunque la mayor parte de sus composiciones era en inglés, su sicodélia y actitud rebelde era novedosa y agresiva, llevándose el título de pop contracultural dentro de un movimiento musical que aún no asumía su identidad propia.
Su primera actuación ocurre en 1965, en un evento a beneficio realizado en el Hospital Barros Luco de Santiago ante un público enfervorizado, que les demuestra que su imagen será un rotundo éxito no exento de polémica. Grabaron tres discos para el sello RCA, siendo uno de los más populares  En la onda de los Jocker´s, disco que contenía varias versiones, principalmente de los Rolling Stones. Su versión de "Satisfaction" (que Chile escuchó por su boca antes de saber de la existencia de la banda británica) vendió más de 80 mil copias en su formato sencillo en 1966. Fueron al Festival de Viña del Mar en 1967 y debieron tocarla cinco veces. 
En 1968, su nombre dio la vuelta al mundo por las agencias informativas, cuando entraron al Libro Guinness de los Récords al tocar 54 horas seguidas en vivo en la Feria del Disco del Paseo Ahumada. Ese mismo año, el presidente de Chile Eduardo Frei Montalva los invitó al Palacio de La Moneda para conocerlos.
Hacia 1967, el guitarrista Mario Pregnan y el baterista Peter Buksdorf se retiran del grupo, siendo reemplazados por Carlos Corales y Willy Cavada, futuros integrantes del grupo Aguaturbia. A fines de 1968, los otros tres miembros del grupo emigran a la costa oeste de Estados Unidos, con lo que la banda quedó suspendida indefinidimante. 
Tras disolverse, Sergio del Río formó otras tres bandas: Largo y Tendido (que en 1970 dejó un sencillo con dos temas:"Tracy" y "La,la,la"; Destruction Mac's (con los ex-Los Mac's David MacIver y Erick Franklin, y el exvocalista de Escombros, 
Walter Sitzmann), que lanzaron un par de sencillos en 1971 y Los Trapos, con los que solo graba su debut homónimo en 1973.[cita requerida]
La banda se reunió en 1992 con sus integrantes originales, excepto el vocalista Alan Ferreira. Graban un nuevo álbum llamado Vuelve la leyenda que aparece en 1997 bajo el sello Alerce, y participan en el Festival Internacional de la Canción de Viña del Mar al año siguiente, en 1994. Finalmente, la banda se separa ese mismo año.

## Integrantes
Formación Original (1964-1967)
- Sergio Del Río - guitarra y voz
- no - bajo
- Alan Ferreira - ￼￼
- Mario Pregnan - guitarra
- Fernando Letelier - batería

Segunda Formación (1993-1994)
- Sergio Del Río - guitarra y voz
- Gustavo Serrano - bajo
- Alan Ferreira - voz
- Carlos Corales - guitarra
- Willy Cavada - batería

## Discografía

### Álbumes
- 1965 - Los Jocker´s
- 1966 - En la onda de los Jocker´s
- 1967 - Nueva sociedad
- 1968 - Una buena pichanga
- 1997 - Vuelve la leyenda

### Sencillos
- 1965 - No te quiero más / Otra vez